# Aulonocnemis milloti
Aulonocnemis milloti är en skalbaggsart som beskrevs av Yves Cambefort 1987. Aulonocnemis milloti ingår i släktet Aulonocnemis och familjen Aulonocnemidae. Inga underarter finns listade.